# Магнитно квантово число
Магнитното квантово число (m) е едно от квантовите числа, описващи квантовото състояние на даден електрон в атом. Това е цяло число, свързано с орбиталното квантово число (ℓ) чрез зависимостта – ℓ ≤ mℓ ≤ ℓ.
Магнитното квантово число отчита формата и пространствената ориентация на електронните облаци в пространството, съответно на еднотипните (еквивалентни, изродени) атомни орбитали.
При ℓ =0, m =0. Затова s-облакът е един, сферичен е и не е насочен в пространството.
При ℓ =1, m =-1,0,+1. На тези три стойности отговарят три p-електронни облака, ориентирани по осите x,y и z.
При ℓ =2, m =-2, -1, 0, +1, +2. На тези пет стойности съответстват пет еднотипни (еквивалентни) d-атомни орбитали с различна пространствена ориентация.
При ℓ =3, еквивалентните (изродените) f-атомни орбитали са 7 на брой, разположени по различен начин в пространството.

## Групиране на състоянията според магнитното квантово число
Състоянията (електрони), които се характеризират с еднакви стойности на n, ℓ и m, принадлежат на една и съща орбитала. В зависимост от стойностите на магнитното квантово число (m), всеки подслой на даден слой съдържа определен брой атомни орбитали.
Броят на числените стойности на m, зададени за всяко ℓ, определя броя на атомните орбитали в даден подслой.